# Hôpital universitaire des Canaries

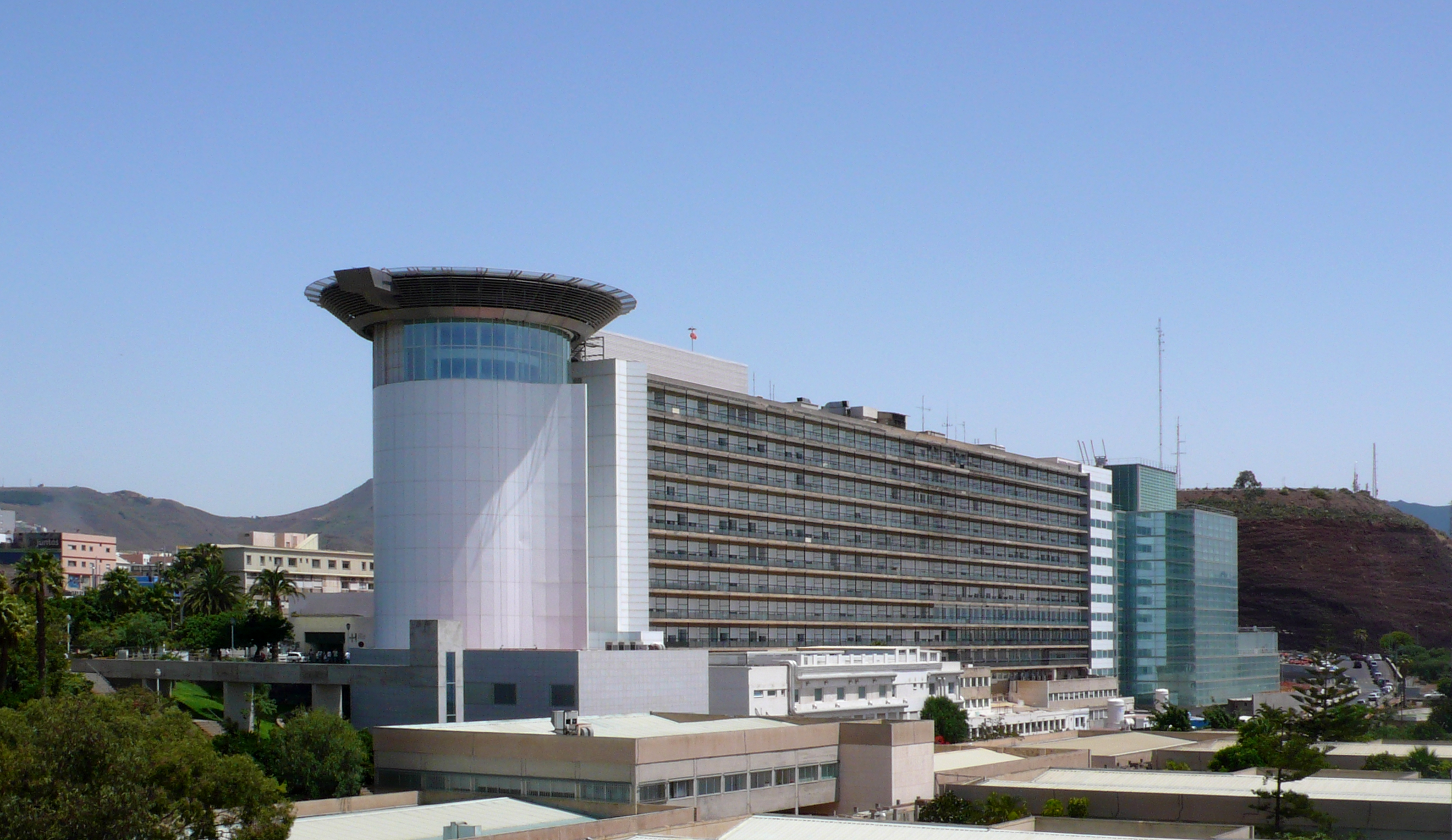
Hôpital universitaire des Canaries

L'hôpital universitaire des Canaries est un hôpital universitaire situé à Tenerife, en Espagne. Il a été inauguré en 1971 et est situé à San Cristóbal de La Laguna. L'hôpital dessert les résidents des municipalités du nord et de l'ouest de Tenerife et est également un hôpital de référence pour l'île de La Palma.
L'hôpital a une superficie de 71 000 m2. Il est considéré avec l'hôpital universitaire Nuestra Señora de Candelaria comme un hôpital de référence pour certaines spécialités dans les îles Canaries et aussi en Espagne,. L'hôpital universitaire des îles Canaries a également été le premier hôpital universitaire des îles Canaries.